# Aggregation interagierender Kriterien
Aggregation (von lateinisch aggregare, hinzunehmen) steht hier für Zusammenfassung. Es geht um die geeignete Zusammenfassung verschiedener Kriteriumswerte zu einem globalen Wert, beispielsweise mit dem Ziel, eine möglichst objektive Rangordnung zwischen konkurrierenden Individuen zu erhalten. Dabei können sich die einzelnen Kriterien untereinander beeinflussen (interagieren). Diese Aggregation geschieht durch sog. Aggregationsfunktionen, die häufig geeignete Mittelwerte der Einzelkriterien sind, siehe  . Siehe aber auch die unter dem Gesichtspunkt der Datenverdichtung geschriebenen Artikel Aggregatfunktion und Aggregation (OLAP).

## Einfaches Beispiel
Die folgende Tabelle zeigt in den ersten drei Spalten die Leistungen (in Punkten) von 4 Schülern in den Fächern Mathematik, Physik und Deutsch. Die Zahlenwerte in den weiteren Spalten werden im Laufe des Artikels erklärt. 
| Name  | Mathematik | Physik | Deutsch | AM | GM   | OWA(1) | OWA(2) | CI    |
| ----- | ---------- | ------ | ------- | -- | ---- | ------ | ------ | ----- |
| Peter | 19         | 16     | 10      | 15 | 16,0 | 13,6   | 17,2   | 13,40 |
| Paul  | 13         | 15     | 17      | 15 | 14.6 | 14,4   | 16,0   | 15,07 |
| Petra | 19         | 18     | 8       | 15 | 16,4 | 13,2   | 17,6   | 12,33 |
| Paula | 8          | 19     | 18      | 15 | 14,4 | 13,2   | 17,6   | 15,33 |

## Aggregationsfunktionen
Sei {\displaystyle U=\{1,\dots ,n\}} eine Menge von {\displaystyle n} Kriterien mit den Ausprägungen {\displaystyle x_{1},\dots ,x_{n}}, die zu einem globalen Wert {\displaystyle y} zusammengefasst werden sollen.

### Arithmetisches Mittel (AM)
Dies ist eine der einfachsten Aggregationsfunktionen:
{\displaystyle y=1/n\sum _{i=1}^{n}x_{i}}.
AM verzichtet völlig auf Schwerpunktsetzung und Interaktion unter den Kriterien, im Beispiel zeigt die Spalte AM keinen Unterschied zwischen den Schülern.

### Gewichtetes Mittel (GM)
Hier ist durch die unterschiedlichen Gewichte {\displaystyle p_{i}} eine Schwerpunktsetzung möglich:
{\displaystyle y=\sum _{i=1}^{n}p_{i}x_{i};\quad p_{i}\geq 0;\quad \sum _{i=1}^{n}p_{i}=1}.
Wenn man für gewisse Zielstellungen die Naturwissenschaften höher bewerten will und z. B. {\displaystyle p_{\text{Math}}=p_{\text{Ph}}=0{,}4;\ p_{\text{De}}=0{,}2} wählt, ergibt sich in der Tabelle die Spalte GM. Bei Sprachbevorzugung ergibt sich natürlich ein anderes Bild (nicht in der Tabelle enthalten). Eine Interaktion zwischen den Kriterien wird hier allerdings noch nicht berücksichtigt.

### Geordnetes gewichtetes Mittel (OWA)
Geordnete gewichtete Mittel (engl. Ordered Weighted Average (OWA)) sind erstmals 1988 von Ronald Robert Yager betrachtet worden, siehe auch . Seien {\displaystyle x_{(1)}\leq x_{(2)}\leq \dots \leq x_{(n)}} die der Größe nach geordneten Kriteriumswerte, dann ist OWA definiert durch
{\displaystyle y=\sum _{i=1}^{n}p_{i}x_{(i)};\quad p_{i}\geq 0;\quad \sum _{i=1}^{n}p_{i}=1}.
Extreme OWA's sind {\displaystyle y=\min(x_{1},\dots ,x_{n})} und {\displaystyle y=\max(x_{1},\dots ,x_{n})}, die man für {\displaystyle p_{1}=1} bzw. {\displaystyle p_{n}=1} erhält.
Wenn man im Beispiel eine möglichst gute Allgemeinbildung honorieren möchte, muss man dem kleinsten Kriteriumswert ein hohes Gewicht geben, z. B. {\displaystyle p_{1}=0{,}5;\ p_{2}=0{,}3;\ p_{3}=0{,}2}. Dann ergibt sich in der Tabelle die Spalte OWA(1). Wenn man dagegen belohnt, dass wenigstens in einem Fach Spitzenwerte vorliegen, dann gibt man dem höchsten Kriteriumswert ein hohes Gewicht, z. B. {\displaystyle p_{1}=0{,}1;\ p_{2}=0{,}3;\ p_{3}=0{,}6}. Dann ergibt sich in der Tabelle die Spalte OWA(2). 
Bei OWA interagieren die Kriterien, man kann z. B. den kleinsten Kriteriumswert nur bei Kenntnis aller Kriteriumswerte festlegen. Der Nachteil der bisherigen Aggregationsfunktionen ist allerdings, dass sie keine Redundanzen bzw. Synergien zwischen Kriterien berücksichtigen können. Im Beispiel ist kein Unterschied zwischen Petra und Paula festzustellen. Man könnte aber argumentieren, dass ein Schüler, der in Mathematik gut ist, fast automatisch auch in Physik gut sein wird, d. h. die Leistungen in diesen beiden Fächer weisen eine gewisse Redundanz auf.

### Diskretes Choquet-Integral (CI)
Das diskrete CI ist die flexibelste Aggregationsfunktion. Sie ist definiert durch 
{\displaystyle y=\sum _{i=1}^{n}p_{(i)}x_{(i)};\quad p_{(i)}=\mu (A_{(i)})-\mu (A_{(i+1)});\quad A_{(i)}=\{(i),(i+1),\dots ,(n)\};\quad A_{(1)}=U;\quad A_{(n+1)}=\emptyset }.
Dabei ist {\displaystyle \mu } eine normierte Kapazität (d. h. {\displaystyle \mu (U)=1}). {\displaystyle A_{(i)}} ist die Menge der Kriterien, deren Werte mindestens so groß sind wie der i-te Wert {\displaystyle x_{(i)}} in der Rangordnung {\displaystyle x_{(1)}\leq x_{(2)}\leq \dots \leq x_{(n)}}. Für drei Kriterien {\displaystyle U=\{1,2,3\}} stellt sich das diskrete CI ausführlich wie folgt dar:
{\displaystyle y=[1-\mu ((2),(3))]x_{(1)}+[\mu ((2),(3))-\mu ((3))]x_{(2)}+\mu ((3))x_{(3)}={\begin{cases}\ [1-\mu (2,3)]x_{1}+[\mu (2,3)-\mu (3)]x_{2}+\mu (3)x_{3},&{\text{wenn}}\quad x_{1}\leq x_{2}\leq x_{3}\\\ [1-\mu (2,3)]x_{1}+[\mu (2,3)-\mu (2)]x_{3}+\mu (2)x_{2},&{\text{wenn}}\quad x_{1}\leq x_{3}\leq x_{2}\\\ [1-\mu (1,3)]x_{2}+[\mu (1,3)-\mu (3)]x_{1}+\mu (3)x_{3},&{\text{wenn}}\quad x_{2}\leq x_{1}\leq x_{3}\\\ [1-\mu (1,3)]x_{2}+[\mu (1,3)-\mu (1)]x_{3}+\mu (1)x_{1},&{\text{wenn}}\quad x_{2}\leq x_{3}\leq x_{1}\\\ [1-\mu (1,2)]x_{3}+[\mu (1,2)-\mu (2)]x_{1}+\mu (2)x_{2},&{\text{wenn}}\quad x_{3}\leq x_{1}\leq x_{2}\\\ [1-\mu (1,2)]x_{3}+[\mu (1,2)-\mu (1)]x_{2}+\mu (1)x_{1},&{\text{wenn}}\quad x_{3}\leq x_{2}\leq x_{1}\end{cases}}}.
Setzt man für das Beispiel {\displaystyle U=\{M,P,D\}} mit {\displaystyle M} für Mathematik, {\displaystyle P} für Physik und {\displaystyle D} für Deutsch und weiter
{\displaystyle \mu (M)=\mu (P)=\mu (D)=1/3\quad } (alle Fächer sind gleichbedeutend)
{\displaystyle \mu (M,P)=0{,}4<2/3\quad } (Redundanz zwischen Mathematik und Physik)
{\displaystyle \mu (M,D)=\mu (P,D)=0{,}7>2/3\quad } (leichte Synergie),
dann ergibt sich beispielsweise für Peter ({\displaystyle x_{D}<x_{P}<x_{M}})
{\displaystyle y=[1-0{,}4]\cdot 10+[0{,}4-0{,}33]\cdot 16+0{,}33\cdot 19=13{,}4}.
Die weiteren Ergebnisse sind in der CI-Spalte der Tabelle zu finden. Für kompliziertere Beispiele, insbesondere praktische Anwendungen, ist Software nötig.